# Greatest Flix III
Greatest Flix III è una raccolta di videoclip dei Queen, pubblicata per la prima volta in VHS nel 1999. È anche nota per essere l'ultima VHS che la Queen Productions ha pubblicato, prima dell'arrivo dei DVD.

## Descrizione
Nella raccolta sono incluse 15 canzoni, due in meno rispetto a quelle contenute nell'album uscito in CD (mancano infatti i brani Thank God It's Christmas, in quanto non fu all'epoca realizzato un videoclip, e il remix di Another One Bites the Dust (con la collaborazione di Wyclef Jean). È prevista in futuro una rimasterizzazione in DVD anche per questa raccolta, infatti l'ultima antologia di videoclip pubblicati ufficialmente, il Greatest Video Hits 2 copre il periodo della band tra il 1980 e il 1989. Sono ancora quindi da rimasterizzare tutti i videoclip tratti dall'album Innuendo (1991) e Made in Heaven (1995) e canzoni/remix vari pubblicati postumi rispetto alla morte del frontman Freddie Mercury, avvenuta il 24 novembre 1991.

## Tracce
1. Under Pressure (Rah Mix) - (Queen + David Bowie)
2. These Are the Days of Our Lives
3. Princes of the Universe
4. Barcelona - (Freddie Mercury, Montserrat Caballé)
5. Too Much Love Will Kill You
6. Somebody to Love (Live) - (Queen + George Michael)[2]
7. The Great Pretender - (Freddie Mercury)
8. Heaven for Everyone
9. Las palabras de amor (The Words of Love)
10. Let Me Live
11. Living on My Own - (Freddie Mercury) (1993 No More Brothers Mix, Radio Edit)
12. You Don't Fool Me
13. Driven by You - (Brian May)
14. No-One but You (Only the Good Die Young)
15. The Show Must Go On (Live) - (Queen + Elton John[3]